# Jørgen Fønss
Jørgen Fønss (18. juli 1918 på Frederiksberg – 17. maj 2003) var en dansk operasanger.
Som søn af operasanger og instruktør Johannes Fønss og Dagmar Halberg (søster til skuespillerinde Anna Larssen) var Fønss opvokset med operaen, og han blev i 1944 uddannet fra Det Kongelige Teaters operaskole. Allerede i 1941 fik han sin debut i La Boheme på Køge Teater. Efter krigen blev han tilknyttet Aalborg Teater og fra 1954 og resten af karrieren var han ved Aarhus Teater, hvor han medvirkede i flere lystspil af engelske dramatikere. Fønss gik på pension i de tidlige 1990'ere.
Fønss er begravet på Solbjerg Parkkirkegård.

## Filmografi
- Måske i morgen (1964)
- Jul i Gammelby (tv-julekalender, 1979)

## Eksterne links
- Jørgen Fønss på gravsted.dk